# Église Saint-André de Saint-André-d'Hébertot
L'église Saint-André de Saint-André-d'Hébertot est située dans le pays d'Auge, en France.

## Localisation
L'église Saint-André-d'Hébertot est située au milieu du cimetière de la commune de Saint-André-d'Hébertot. Le cimetière est situé en contrebas de la route et des vestiges du prieuré et surplombe le parc du château.
Elle est à proximité du « GR de Pays du tour du pays d'Auge », entre le sentier de grande randonnée 26 et le 223, et près de l'autoroute Paris-Caen (sortie 28 vers Beuzeville).

## Histoire

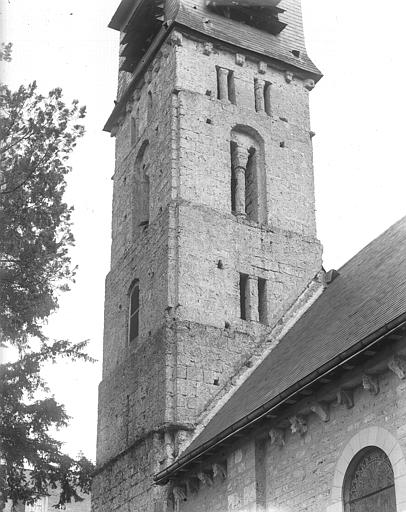
Photo du clocher par Lefèvre-Pontalis,

L'église de Saint-André-d'Hébertot doit son origine au comte-évêque de Lisieux Hébert, qui créa la paroisse au milieu du XIe siècle et fit construire l'église actuelle. Le patronage de l'église fut donné, en 1240, par un de ses successeurs, Guillaume II du Pont-de-L'Arche, à l'abbaye de Joyenval qui en jouissait toujours au XVIe siècle.
Du fait de sa proximité avec le château, elle reçut le titre d’église seigneuriale, tout en restant sous l'autorité de l'évêque de Lisieux puis sous celle du diocèse de Bayeux et Lisieux.
L'église a été étudiée et photographiée par Eugène Lefèvre-Pontalis. Elle a subi, au XIXe siècle, des travaux de restauration
Elle est classée au titre des monuments historiques par arrêté du 21 mars 1910.

## Description
L'église est composée d'une nef à voûte lambrissée à un seul vaisseau, d'un chœur de deux travées voûtées à chevet plat. Au nord de la jonction entre la nef et le chœur est une chapelle ; au sud de la première travée du chœur est la sacristie.
Les murs de la nef sont percés de baies en plein cintre. Les travées de façade ne se correspondent pas entre le mur nord et le mur sud, comme c'est fréquemment le cas des nefs charpentées. Les trumeaux sont animés de contreforts très plats au sud et à empattements successifs au nord. L'appareil du gouttereau nord montre des reprises de maçonnerie.
La première travée de nef sert de porche occidental, elle est occupée au sud par la base du clocher, et au nord par les fonts baptismaux. Suivant la pente générale du terrain, cette partie de l'église est surélevée de quelques marches par rapport à la nef. Elle est entresolée par une tribune à laquelle on accède par l'escalier du clocher.
Le clocher, de plan carré, est constitué d'étages marqués par une retraite dans la maçonnerie et percés de baies plus importantes à mesure que l'on monte. Le beffroi de charpente est situé au-dessus de la tour, il est protégé par une couverture en ardoise et percé de quatre abat-son par face. Le beffroi est surmonté par une flèche octogonale en charpente.

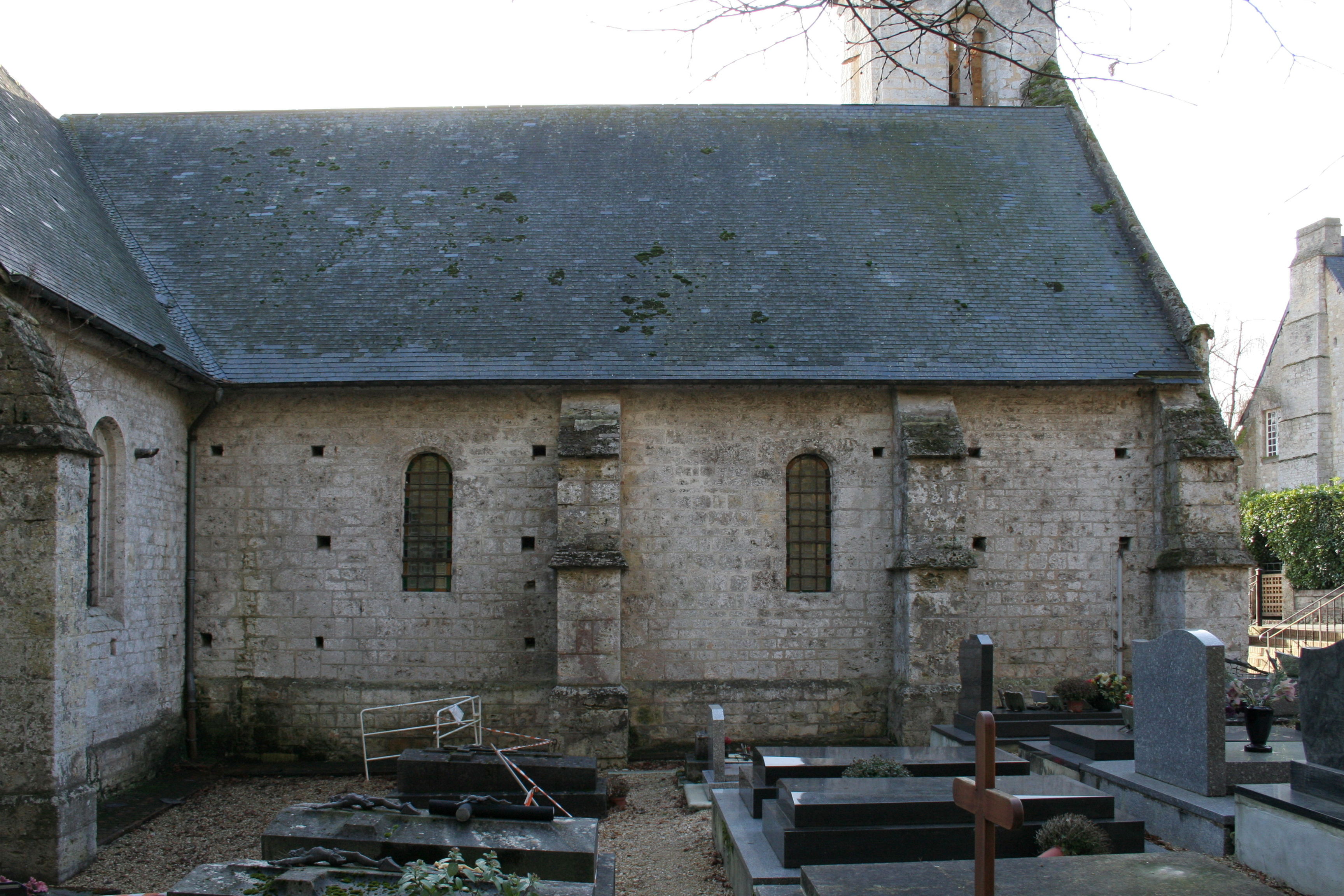
Façade nord de la nef.
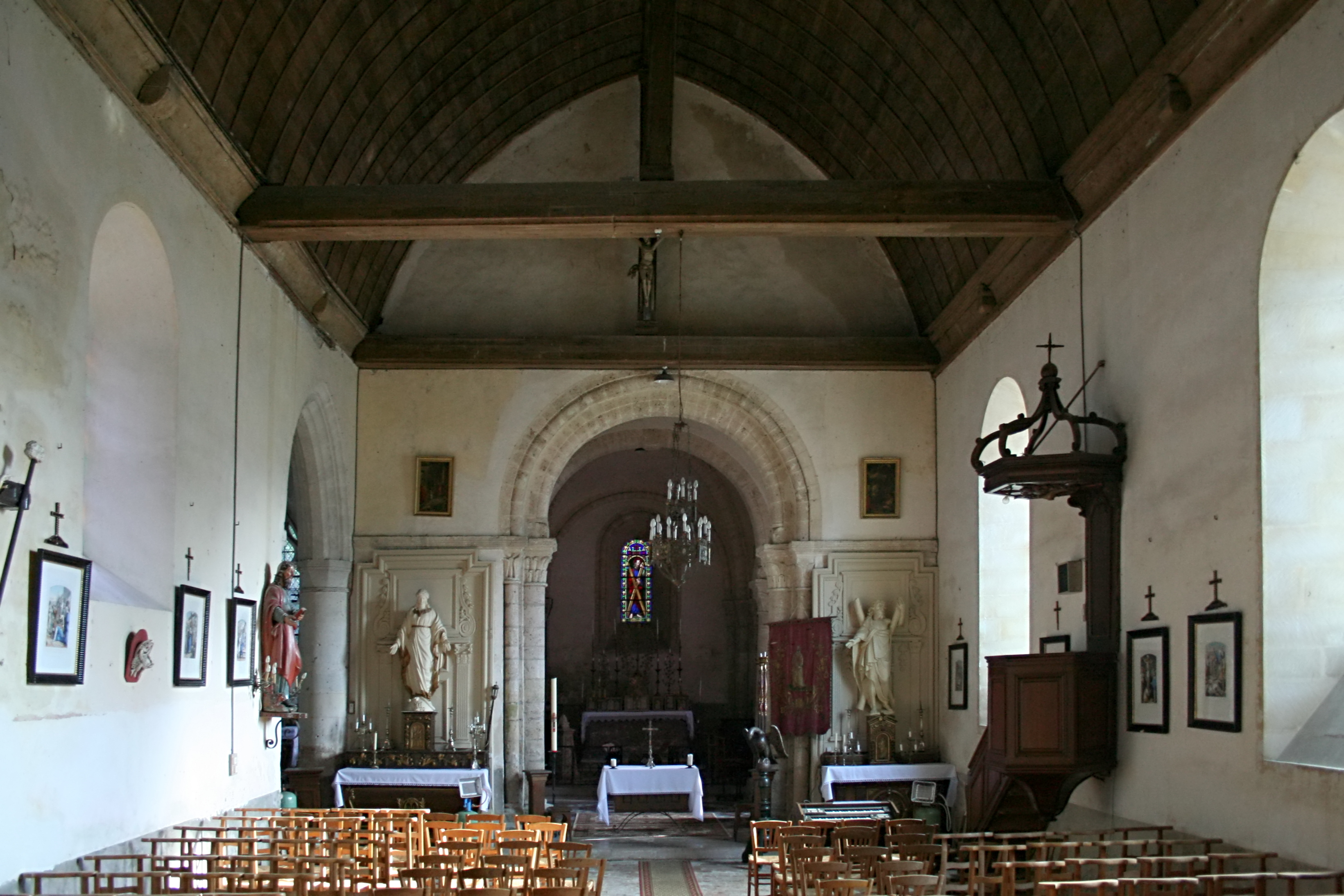
Vue intérieure de la nef.

Le chœur  est légèrement désaxé par rapport à la nef. Il est composé de deux travées voûtées d'ogives romanes à profil en boudin et à joints rubanés, typiques de l'architecture normande du XIIe siècle. Les fenêtres en plein-cintre datent du XIIe siècle, comme les voûtes. La clef de l'arc doubleau qui sépare les deux travées porte des armoiries. Le chevet droit montre, à l'extérieur, des contreforts dans les angles et une corniche à modillons.
La charpente du chevet a été refaite au XVIIIe ou XIXe siècle. Elle est à fermes portant pannes.

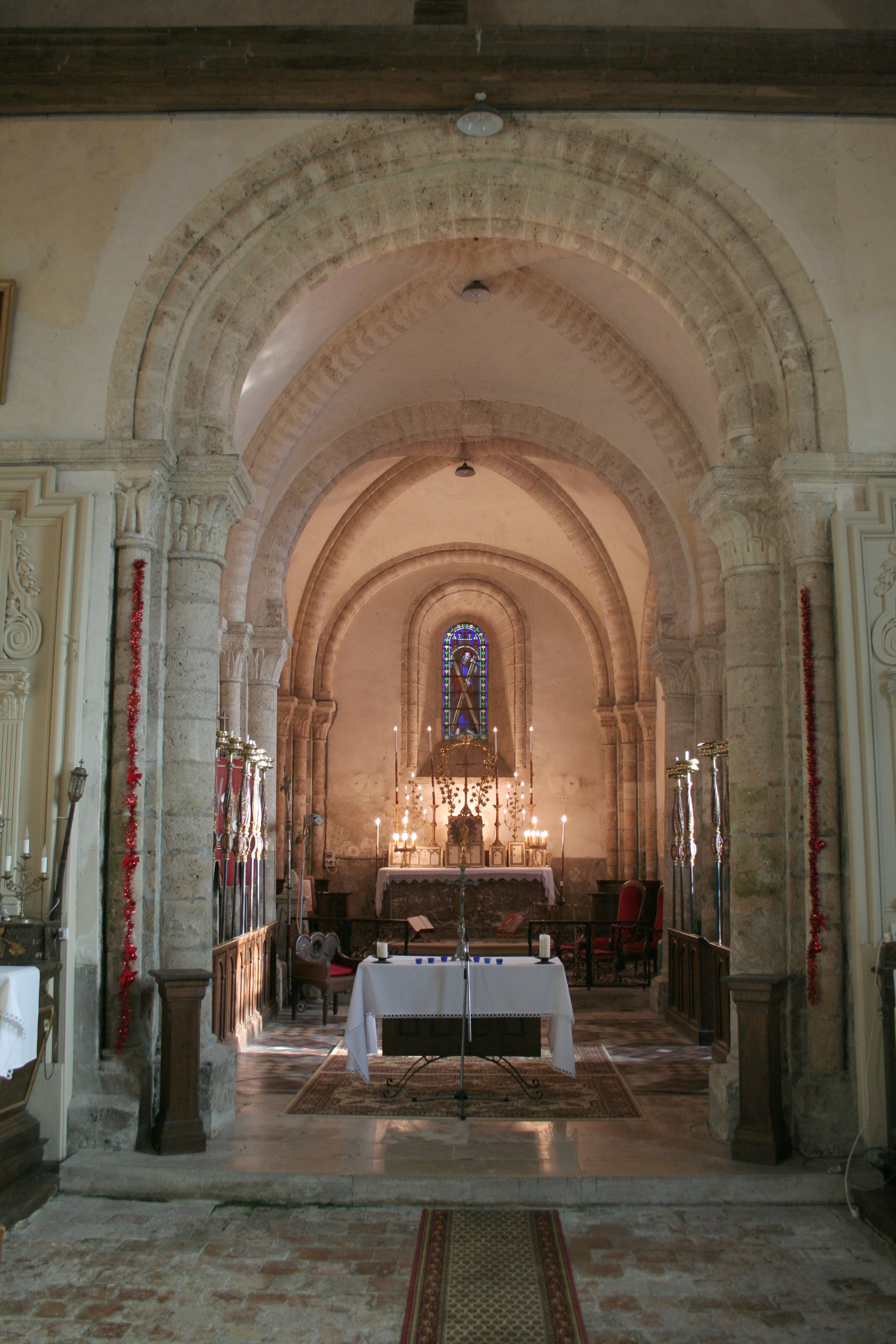
Vue générale du chœur.
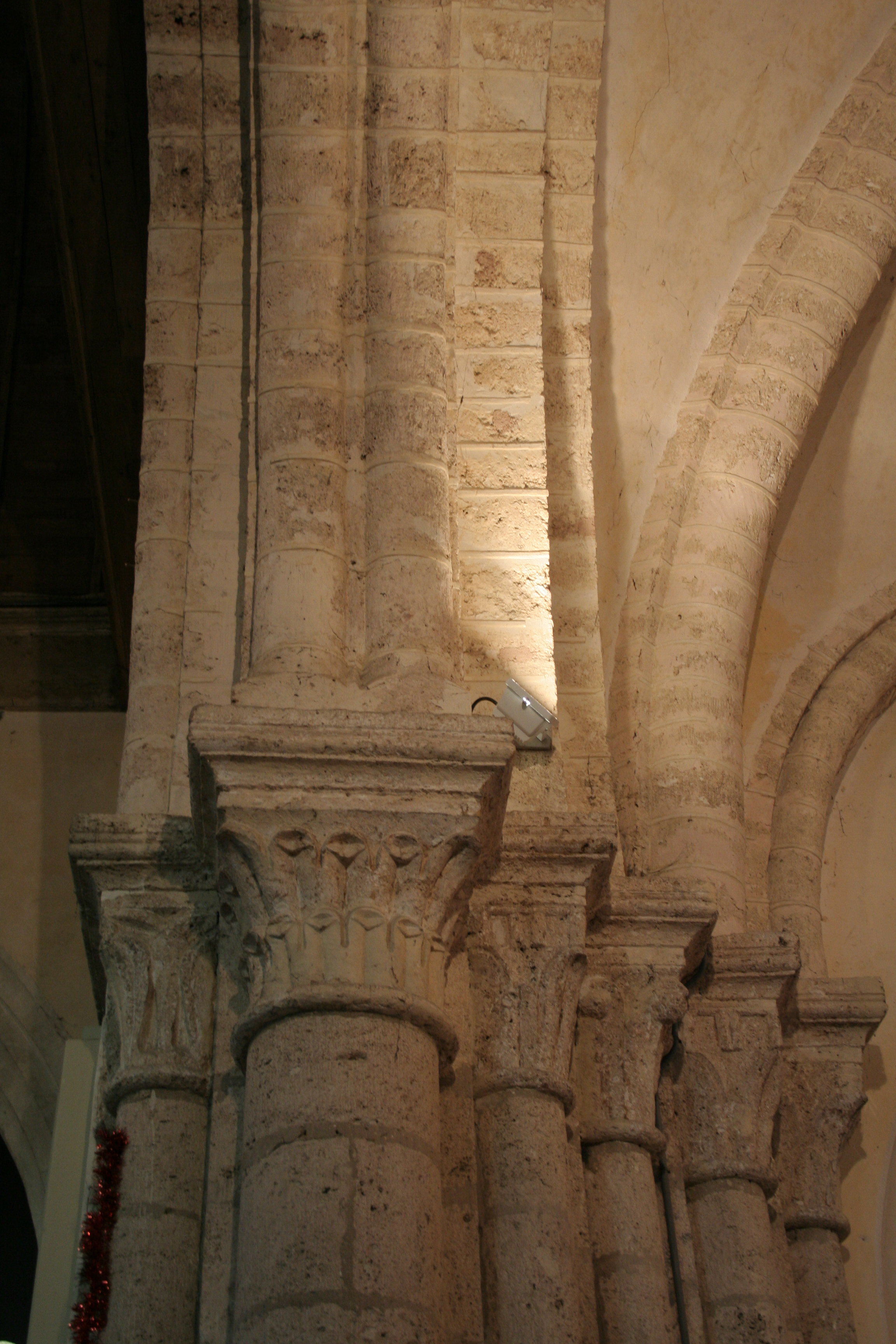
Détail des chapiteaux et des nervures en boudin à joints rubanés.
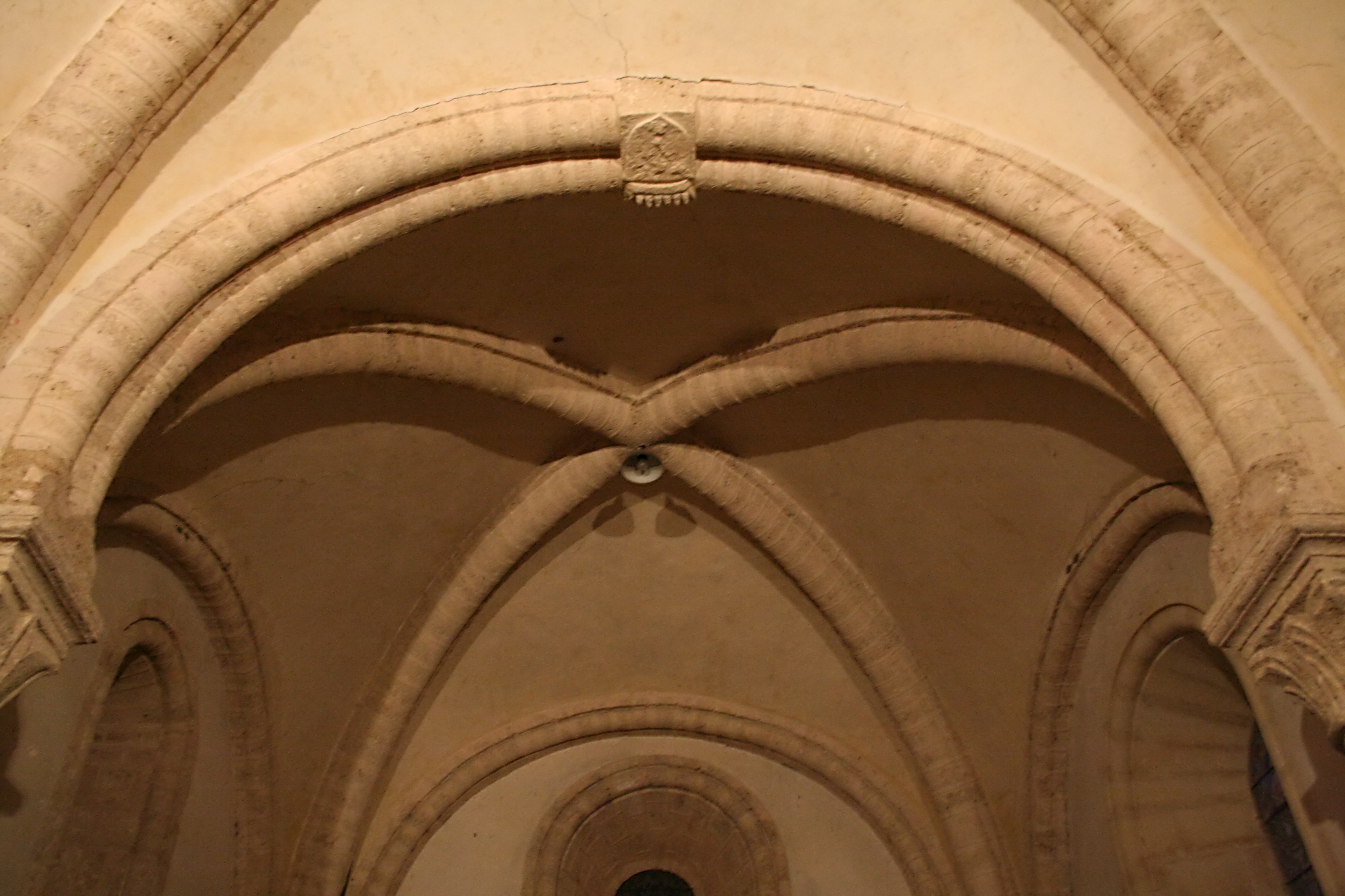
Voûte du chœur.
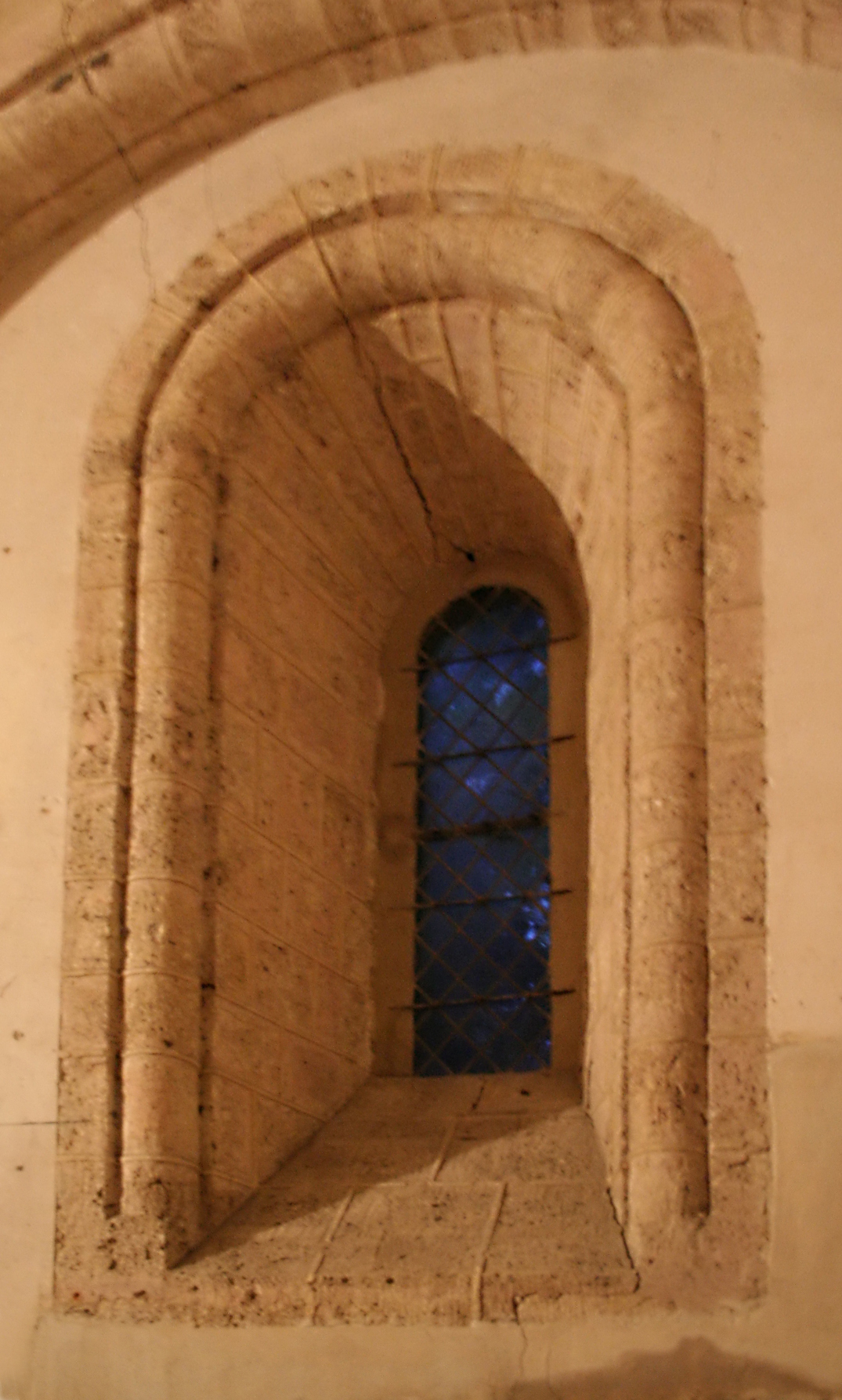
Fenêtre romane en plein-cintre, à boudin à joints rubanés du chœur,

La chapelle nord est charpentée. Le remplage de la baie orientale, de style gothique flamboyant, date du XVIe siècle.
La sacristie, au sud du chœur, est de style néo-gothique et date du XIXe siècle. Elle est couverte d'une voûte lambrissée. Le pignon sud est percé d'une baie à trois lancettes et trois rosaces.

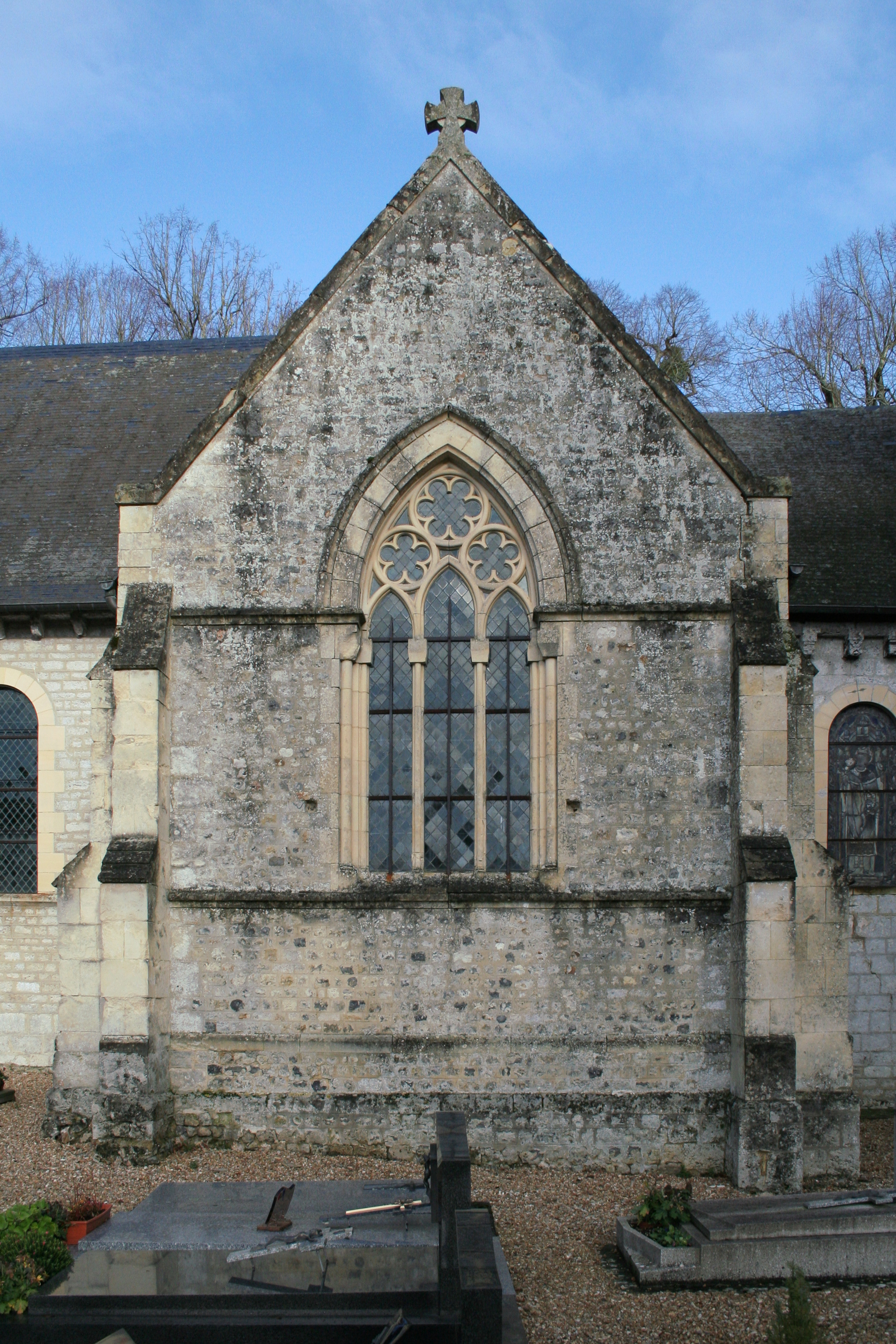
Pignon de la sacristie.
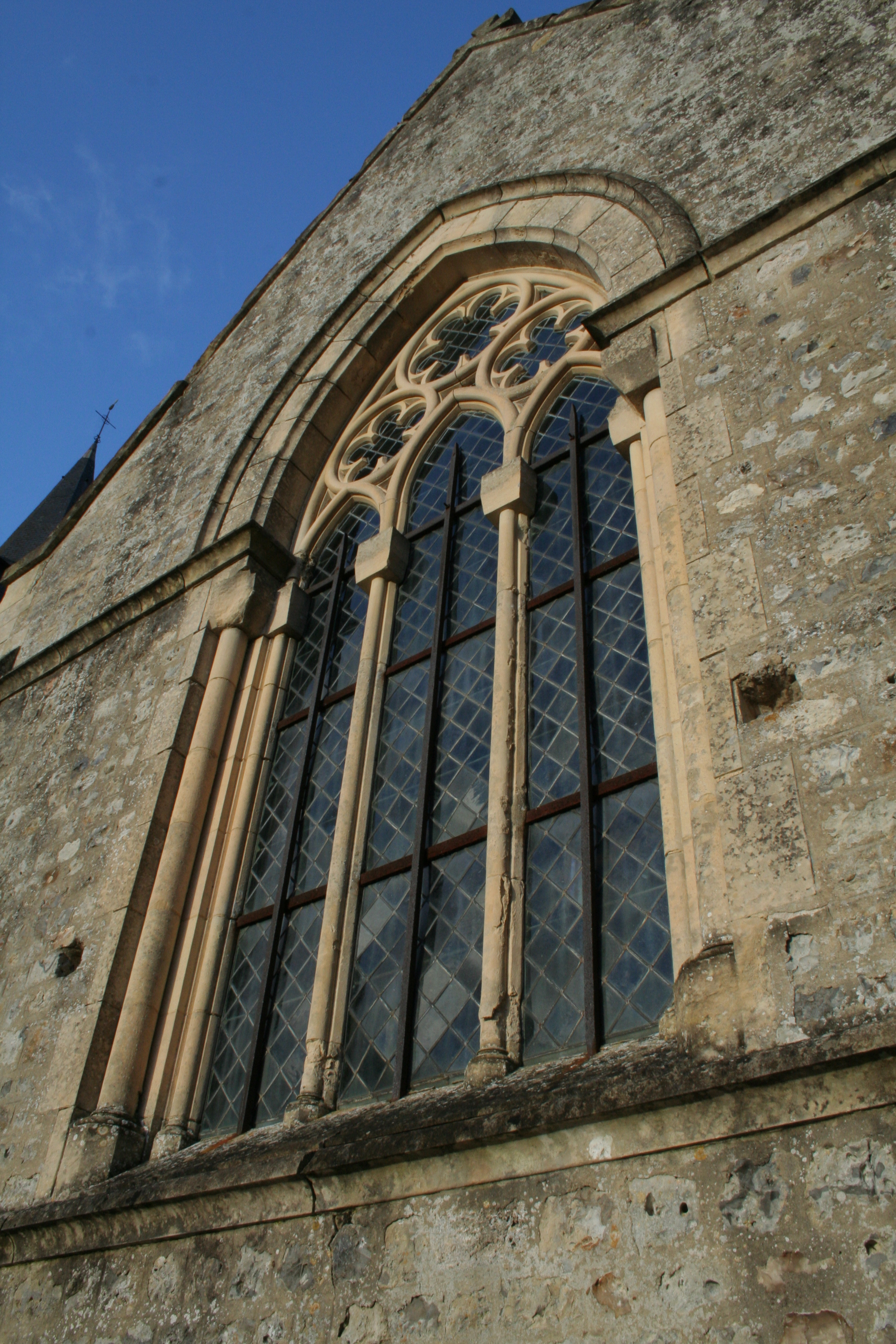
Détail de la fenêtre à lancettes et rosaces.
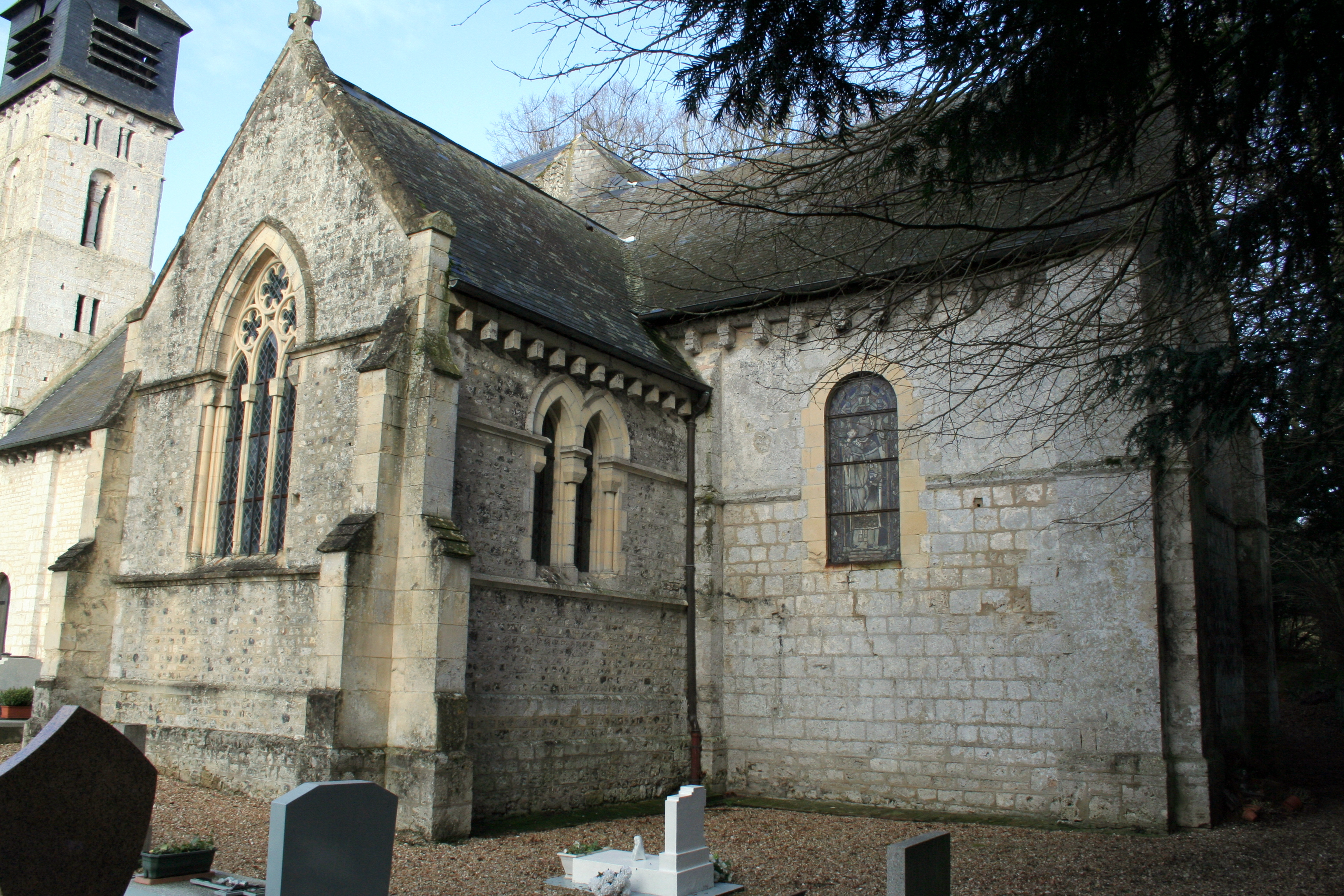
Vue biaise de la sacristie, le chevet est à droite.